# Beraprost
Beraprost là một loại dược phẩm được sử dụng ở một số nước châu Á, bao gồm Nhật Bản và Hàn Quốc, như một thuốc giãn mạch và thuốc chống tiểu cầu. Nó được phân loại như một prostacyclin analog.
Nó đã được nghiên cứu để điều trị tăng huyết áp phổi và để sử dụng trong việc tránh chấn thương tái tưới máu.

## Dược lý lâm sàng
Là một chất tương tự của prostacyclin PGI 2, beraprost ảnh hưởng đến sự giãn mạch, do đó làm giảm huyết áp. Beraprost cũng ức chế kết tập tiểu cầu, mặc dù vai trò của hiện tượng này có thể liên quan đến tăng huyết áp phổi vẫn chưa được xác định.

## Liều lượng và cách dùng
Beraprost được dùng bằng đường uống như một viên thuốc có độ mạnh 20 mcg. Liều lượng dao động từ 60 đến 180 mcg với liều chia sau bữa ăn.